# Az Újszövetség kanonizációja
Az Újszövetség kánonja azoknak a könyveknek az összessége, amelyeket a kereszténység isteni ihletésűnek tart, és amelyek a keresztény Biblia Újszövetségét alkotják. A legtöbb egyház esetében az újszövetségi kánon 27 könyvből áll, de bizonyos keresztény irányzatoknál és egyházaknál ez több vagy kevesebb is lehet.
Az újszövetségi iratok néhány évtized alatt keletkeztek, mégis hosszú időszakot vett igénybe az újszövetségi kánon kialakulása, mert az egyes iratok általános, az egész Római Birodalomra kiterjedő elterjedése, illetve ismertté válása szükséges volt a kánon lezárulásához. A szent iratok széles körű megismerése istentiszteleti felolvasások által történt.
A keresztény (többségi) felfogás szerint a bibliai iratok által közölt kinyilatkoztatás az utolsó apostol halálával befejeződött, de a kánon csak hosszú viták során, jóval később zárult le véglegesen.

## A kanonizáció folyamata
Kritériumok
Bart D. Ehrman újszövetségi tudós alapján az ókeresztények négy kritériumot használtak annak meghatározására, hogy mely könyvek tartoznak a kánonba és melyek nem. Ezek:
- Egy könyvnek ősinek kellett lennie, vagyis nem sokkal a Jézus szolgálata utáni időszakból kellett származnia (kb. i.sz. 30-100); ezt az időszakot más néven apostoli kornak is hívják. A friss írások, mint például a Hermasz pásztora, kizárásra kerültek.
- Egy könyvnek apostoli eredetűnek kellett lennie, vagyis olyannak, amelyet Jézus egy apostolának (vagy egy apostol társának) tulajdonítottak. Viták folytak arról, hogy kiket lehet ezek közé az apostoli atyák közé sorolni.
- Egy könyvnek ortodoxnak kellett lennie, vagyis összhangban kell lennie a proto-ortodox teológiával. Például Péter apokalipszisét kizárták, mert annak krisztológiája doketikus volt, nem pedig hiposztatikus. János apokalipszisét (Jelenések) majdnem kizárták, mert a korai teológusok nem hittek Krisztus szó szerinti ezeréves földi uralmában, amelyet az hirdet.
- Egy könyvnek széles körben elismertnek kellett lennie a kereszténységben, azaz a legtöbb korai keresztény közösségnek el kellett fogadnia és használnia az írást.

Más kutatók (pl. Bruce Metzger) is megemlítik még azt, hogy:
- a kanonikusság további próbái közé tartozott a könyvnek az Újszövetség többi részével való általános összhangja (Ehrman alapján: összhangban kellett lennie a proto-ortodox teológiával).

## Történet
A legkorábbi keresztények Bibliája a héber Biblia (Ószövetség) volt. Mint minden jámbor zsidó, Jézus is elfogadta az Ószövetséget Isten szavának, és arra hivatkozott. Hasonló módon Péter,, Jakab, István, és Pál  is arra hivatkoztak.
Jézus után több évtizedig még senki nem írt róla semmit. A követői – Jézus szavainak megfelelően  – az ő közeli visszatértével számoltak, nem volt igényük a héber Biblián túl saját Szentírásra, mert azt Jézusra nézve olvasták és értelmezték.
Az őskeresztények megelégedtek Jézus szemtanú apostolainak beszámolóival és az apostolok követőinek másodkézből származó beszámolóival. A szájhagyomány útján egyik embertől a másikig terjedő emlékek nagy hatásúak voltak. Az idő múlásával viszont az emlékek halványultak és a hívők első generációja kihalt. A keresztényeknek egyre nagyobb szüksége lett olyan történetekre és tanításokra, amelyeket leírtak, másolva sokszorosítottak és a szaporodó gyülekezetek körében terjesztettek.
Jézus tanításának szóbeli terjesztésével párhuzamosan születtek apostoli értelmezések a személyének és munkásságának az egyház életében betöltött jelentőségéről.
Az apostoloknak tulajdonított írások terjedtek a korai keresztény közösségekben, az 1. század végére a páli levelek is, talán összegyűjtött formában.
Így amikor ezt a kétféle mérvadó anyagot (Jézus megemlékezett szavait, valamint személyére és munkásságára vonatkozó apostoli magyarázatokat) írott formában elkészítették, akkor az iratok egyik gyülekezetből a másikba kerültek és a többnyire naponta tartott istentiszteletek alkalmával felolvasták ezeket.
„Ha ezt a levelet nálatok már felolvasták, gondoskodjatok róla, hogy a laodíceaiak gyülekezetében is felolvassák, a laodíceaiakét pedig ti olvassátok el!” 
A  héber Biblia értelmezése
A héber Biblia a kereszténység számára a Messiás eljövetelére mutatott rá, és annak próféciái nézetük szerint a názáreti Jézusban teljesedtek be. Így a korai keresztények számára a legfőbb tekintély már nem az Ószövetség volt, hanem Jézus Krisztus, igaz Mesterük és feltámadott Uruk, az emberiség Megváltója. 
Az apostolok és segítőik nem az Ószövetséget hirdették; hanem tanúságot tettek Jézus Krisztusról, aki azért jött, hogy beteljesítse a törvényt és a prófétákat. 
Nem csodálkozunk azon, hogy a korai egyházban Jézus szavait kincsként értékelték és idézték, ezek elfoglalták a helyüket az Ószövetség mellett, és azzal egyenrangú, illetve még magasabb hatalommal bírtak.
Az Ószövetségnek Krisztusra történő vonatkoztatására az Újszövetség kialakuló irataiban sok példa található. Az apostolok cselekedetei könyv szerint Fülöp diakónus egyértelműen Jézussal azonosítja Ésaiás 53. részének szenvedő szolgáját. A zsidókhoz írt levél szerzője krisztológiai értelmezést adott olyan ószövetségi szövegeknek is, amelyek eredeti jelentése jóval tágabb volt. A 8. zsoltár például általánosan az emberről, mint a teremtés csúcsáról szól, de a Zsid 2,6-8 szerint ez már a megdicsőült Krisztusra értendő. Még messzebbre megy Péter első levelének írója, aki szerint a korai próféták a preegzisztens Krisztus Lelke által hirdették az igét.
A terjesztett iratok
Száz év alatt, nagyjából az 50-től 150-ig terjedő időszakban írások egész sora kezdett forogni a korai közösségek között, köztük levelek, evangéliumok, emlékiratok, apokalipszisek, homíliák és tanításgyűjtemények. Míg ezeknek az iratoknak egy része apostoli eredetű volt, mások különböző hagyományon alapultak, továbbiak pedig egy adott gyülekezet tanításának összefoglalását képviselték.
Igen nagyszámú olyan írást ismerünk, amiből idéztek és amikből tanítottak a korai keresztények, jóval a kanonizálási folyamatot megelőzően. Erre konkrét bizonyítékokkal szolgálnak a nikaiai zsinatot megelőző egyházatyák írásai.
Az egyik írás, amit a legkorábbi időkben használtak, az Énok könyve, amelyet Júdás apostol próféciai kijelentésnek minősített, amikor idézett belőle, és szerzőjének Énokot nevezte meg, akit Isten prófétájának vallott, tartalmát pedig isteni sugallatú próféciának, figyelmeztetésnek. Ezt a művet ma az apokrifok és a pszeudoepigráfok közé sorolják.
Egy másik, az ókeresztények által tanításra használt írat a Hermasz Pásztora, amelyben nem mellékesen szintén van tanítói utalás egy további, a korai keresztények által is használt könyvre, az Eldád és Modád könyvére.
Az 1. század végén Római Kelemen ismerte Pál néhány levelét, valamint „Jézus szavainak” valamilyen formáját. Kelemen bár ezeket nagyra értékelte, de nem tekintette "szentírásnak" ("graphe"), ezt a kifejezést csupán a Septuaginta számára tartotta fenn.
Kelemen alkalmanként hivatkozott Jézus egyes szavaira; de úgy tűnik, nem kételkedett ezen mondások hitelességében.
A 2. század elejére gyakorlatilag megírták az összes olyan iratot, amelyek később az Újszövetség könyvei közé kerültek. Ezek közkézen forogtak és minden egyes térségben másolták és újramásolták a szövegeket, ahogy az újabb gyülekezetek létrejöttével a szükség megkívánta.
Az iratok másolása
Az ókorban a "könyvkiadás" azt jelentette, hogy kézzel írva készítettek egy vagy több másolatot egy iratról és azt átadták másoknak. A rendelkezésre álló bizonyítékok alapján tudjuk, hogy e hagyományozódás első évtizedeiben a közkézen forgó iratok sok változáson mentek keresztül, figyelmetlenségből egyes szavakat kihagytak, néha akár egész mondatokat, vagy épp megismételték azokat, változott a fogalmazásmód, egyes szavakat megváltoztattak, a bizonyítható pontatlanságokat kijavították és így tovább. A fennmaradt szövegek egyik szembetűnő jellegzetessége, hogy az Újszövetség könyveinek legkorábbi másolatai sokkal jobban különböznek egymástól, mint a középkoriak, amelyek már szigorúbb ellenőrzés alatt készültek.

### 2. század
A korai keresztény iratok számban és mennyiségben is megszaporodtak. Már a 2. századtól kezdve a szentírásnak nevezett könyvek több jegyzéke is maradt reánk.
Markión állapította a legkorábbi ismert kánont, valamikor i.sz. 130 és 140 között, amelybe az evangéliumok közül egyedül csak Lukácsot, az apostolok levelei közül pedig csak Pál tíz levelét foglalta bele. Ez a kánon mutatja, hogy a szent iratok gyűjteményének fogalma már a 2. században létezett a hívők között.
| evangéliumok     | - Markión evangéliuma (nagyon hasonlít Lukács evangéliumához)                                                                         | evangéliumok        | - Máté evangéliuma - Márk evangéliuma - Lukács evangéliuma - János evangéliuma |
| ( nincs )        | ( egy sem ) | apostoli történelem | - Az apostolok cselekedetei |
| apostoli levelek | - Galata levél - 1 Korinthus - 2 Korinthus - Rómaiak - 1 Thesszalonika - 2 Thesszalonika - Laodiceaiak - Kolosszé - Filippi - Filemon | „páli levelek”      | - Rómaiak - 1 Korinthus - 2 Korinthus - Galata levél - Efézusi levél - Filippi - Kolosszé - 1 Thesszalonika - 2 Thesszalonika - 1 Timóteus - 2 Timóteus - Titusz - Filemon - Zsidókhoz |
| ( nincs )        | ( egy sem ) | katolikus levelek   | - Jakab - 1 Péter - 2 Péter - 1 János - 2 János - 3 János - Júdás |
| ( nincs )        | ( egy sem ) | apokalipszisek      | - János apokalipszise |

150–170 körül keletkezett az ún. Muratori-töredék, amely a római egyház kánonnal kapcsolatos nézetét tükrözi és kifejezetten azzal a céllal készült, hogy rendszerbe foglalva mutassa be az újszövetségi könyveket.
Ennek hiányzik az eleje, de valószínűsítik, hogy Máté és Márk evangéliuma is benne volt, viszont biztosan, eredetileg is hiányzott belőle a zsidókhoz írt levél, Jakab levele, Péter első levele és második levele is. A mai Újszövetségen túl benne van Péter apokalipszise és a Bölcsesség könyve. Magánolvasmányként megemlíti a Hermasz pásztorát is.
| Máté evangéliuma          | valószínűleg | Igen |
| Márk evangéliuma          | valószínűleg | Igen |
| Lukács evangéliuma        | Igen         | Igen |
| János evangéliuma         | Igen         | Igen |
| Az apostolok cselekedetei | Igen         | Igen |
| Rómaiakhoz                | Igen         | Igen |
| 1 Korinthus               | Igen         | Igen |
| 2 Korinthusi levél        | Igen         | Igen |
| Galata levél              | Igen         | Igen |
| Efézusi levél             | Igen         | Igen |
| Filippiek                 | Igen         | Igen |
| kolossziaiak              | Igen         | Igen |
| 1 Thessalonika            | Igen         | Igen |
| 2 Thessalonika            | Igen         | Igen |
| 1 Timóteus                | Igen         | Igen |
| 2 Timóteus                | Igen         | Igen |
| Titusz                    | Igen         | Igen |
| Filemon                   | Igen         | Igen |
| Zsidókhoz                 | Nem          | Igen |
| Jakab                     | Nem          | Igen |
| 1 Péter                   | Nem          | Igen |
| 2 Péter                   | Nem          | Igen |
| 1 János                   | valószínűleg | Igen |
| 2 János                   | talán        | Igen |
| 3 János                   | talán        | Igen |
| Júdás                     | Igen         | Igen |
| János apokalipszise       | Igen         | Igen |
| Péter apokalipszise       | Igen         | Nem  |
| A bölcsesség könyve       | Igen         | Nem  |

Bizonyos más írásokat, például Kelemen első levelét, Barnabás levelét, Hermasz pásztorát és a Didakhét, más néven a Tizenkét apostol tanítását, több egyházi író szentírásként fogadta el, míg mások elutasították.
A Hermasz pásztorát Iréneusz, Alexandriai Kelemen , Órigenész és Tertullianus is szent írásnak tekintette.
A korai szír és latin fordítások, amelyek a 2. század végén keletkeztek, 22 vagy 23 könyvet tartalmaztak a mai Újszövetség 27 iratából.
A század második felében Montanosz, egy „pogány” kultusz papja keresztény lett és létrehozta a nevéről elnevezett prófétai mozgalmat (→ montanizmus). Ő azt tanította, hogy nem szabad lezárni a szentírási kánont, mert Isten a próféták folyamatos szolgálata révén ad kinyilatkoztatásokat. Erre az egyház úgy válaszolt, hogy az üdvözüléshez szükséges kijelentések megtalálhatók az apostolok írásaiban  és megkezdték az újszövetségi kánon kidolgozásának folyamatát.
Polikárp, Antiochiai Ignác, Jusztinusz mártír, Iréneusz idéznek különböző újszövetségi iratokból: „ezt mondja az Úr”, „meg van írva”, „ezt mondja az Írás” formulákban. A legkorábbi tanú pedig a Didakhé, amely szintén így idéz. A 2. század végétől a korai egyházatyák listákat, úgynevezett kanonikus könyvkatalógusokat állítottak össze.
A kanonizáció folyamatában fontos volt az áthagyományozott, igaznak vélt hittel való megegyezés. Amikor a 2. század végén Szerápión antiokheiai püspök a közeli rósszoszi közösségbe látogatott, megtudta hogy ott a számára ismeretlen Péter evangéliumát olvassák. Bízva a közösség igazhitűségében, először jóváhagyta a könyv egyházi használatát. Később, amikor megtudta, hogy az írásban doketista tanítás van, megtiltotta nekik a könyv további használatát.

### 3. század
A kereszténység első háromszáz évében nem volt kidolgozott kánon, amelyet valamennyi gyülekezet elfogadott. Pál levelei közül néhányat és a négy evangéliumot, amelyek szerzőjét Márknak, Máténak, Lukácsnak és Jánosnak tulajdonították, nyilvánosan felolvasták bizonyos gyülekezetekben.
Tertullianus (kb. 160-225) az »Újszövetség« kifejezést még nem ismerte, de a keresztény szent könyvek gyűjteményét a „totum instrumentum utriusque testamenti” (= kb. teljes Biblia a két testamentumból) névvel illette, és a törvény (Tóra) és a próféták (Nebiim) mellett „az evangéliumok és az apostoli iratok” értékét hangsúlyozta. Az evangéliumok már zárt egységet alkottak, de az apostoli iratok még nem. Ez utóbbi kategória: a páli levelek, az ApCsel, Péter 1, János 1, Júdás levele, Jelenések. A többi katolikus leveleket nem említette. A névtelen, zsidókhoz írt levelet Barnabás művének tartotta és nem tekintette az apostoli iratokkal egyenértékűnek.
A 3. század elején Órigenész végzett egy felmérést, mely írásokat használják a keresztény gyülekezetek. Ez alapján három csoportból álló listát készített: az elfogadott könyvek, a kérdéses könyvek és a megbízhatatlan könyvek.
Elfogadottként és kérdésesként ugyanazt a huszonhét könyvet sorolta fel, mint amit a jelenlegi újszövetségi kánonban találunk, bár még mindig voltak viták a zsidókhoz írt levél, Jakab, Péter 2., János 2., János 3., Júdás levele és a Jelenések könyvét illetően, továbbá az antilegomena néven ismert levelek elfogadásáról. Órigenész más írásokat is "ihletettnek" tartott, amelyeket a későbbi teológusok elutasítottak, köztük Barnabás levelét, Hermasz pásztorát és Kelemen 1. levelét. Megjegyzi, hogy János 2. leveléről, János 3. leveléről és Péter 2. leveléről pedig sokan azt gyanították, hogy hamisítványok.
Egy népszerű, és az interneten igen sok példányban olvasható félreértés szerint létezik Kr. u. 206-ból egy Codex Baroccio nevű kánonlista, mely az Újszövetség 27 iratából 26-ot tartalmaz, csak A jelenések könyve hiányzik belőle. A valóságban ilyen irat nincs. A félreértést az okozta, hogy egy késő középkori dokumentum lapszéli jegyzete hivatkozik a Codex Baroccio 206-ra, amit korábbi, bizonyos bibliakutatók évszámnak hittek. A valóságban ez nem évszámot jelent, hanem a Barocci-gyűjtemény 206. darabját, amely feltehetően a 9. századból való.

### 4. század
A 325-ös nikaiai zsinat után Konstantin római császár utasította Euszebioszt, hogy állítsa össze az elfogadott keresztény iratokat.
Euszebiosz Egyháztörténetében (Historia Ecclesiastica) idézi a korábbi írók kijelentéseit a kánonról. Vizsgálatainak eredményeit összefoglalva a könyveket három osztályba osztja:
- huszonkettőt általában kánoninak ismernek el, mégpedig a négy evangéliumot, az Apostolok cselekedeteit, a Pálnak tulajdonított leveleket (beleértve a zsidókhoz írtat is), a János I.-t, a Péter I.-t és a Jelenések könyvét;
- öt széles körben elfogadott könyv, de egyesek vitatják (nyilvánvalóan mindegyiket maga Eusebius is elfogadta),[2] nevezetesen Jakab, Júdás, Péter II. (korábban Euszebiosz is hamisnak tekintette),[2] János II. és János III.;
- öt „hamis”, nevezetesen Pál cselekedetei, Hermasz pásztora, Péter apokalipszise, Barnabás levele és a Didakhé.

Euszebiosz így folytatja: „Ezekhez talán hozzá kell tenni János apokalipszisét, mivel egyesek elutasítják, míg mások az elfogadott könyvek közé sorolják.” Megfigyelhető, hogy gyakorlatilag Euszebiosz felsorolása a ma ismert nyugati kánon.
Euszebiosz az antilegomenák kifejezést használta két különálló csoportra: amelyeket a legtöbben jól ismertek és kanonikusnak ismertek el, a második csoportban azokat, amelyeket nem hitelesnek tartott.
- A zsidókhoz írt levelet csak a 4. században fogadták el véglegesen a nyugati egyházban, mivel anonim irat.[22]
- Jakab levelét Pál megigazulás-tanával való látszólagos ellentéte miatt ellenezték egyesek.[22]
- Júdás levele a hitelesség szempontjából vált megkérdőjelezetté, ugyanis az Énokh könyve című pszeudoepigráf iratból idéz.[22]
- Péter II. levelének szerzőségét kérdőjelezték meg, mert stílusában eltér Péter I. levelétől.[22]
- János második és harmadik levele személyes jellege miatt nem terjedt el széles körben, ezért késett a kanonizálása.[22]

Az egyházban az a hagyomány vált elfogadott ortodoxiává, amit a vetélkedő nézetek közötti viszályokból végül is a győzedelmesen kikerült felekezet képviselt. Ez a nyugati kereszténységben a római katolikus egyház volt, miután a kereszténység a római birodalomban elismertté, majd annak államvallásává vált.
Az egyik legrégebbi, ma is létező Biblia az úgynevezett Codex Vaticanus, amelyet 350 körül írtak. Ez öt könyvet nem tartalmazott, amelyek a mai Újszövetségben benne vannak: négy páli levelet (1Tim, 2Tim, Tit, Fil) és a Jelenések könyvét.

## A kanonizálás lezárása

### Nyugati kereszténység
A (mind az ószövetségi, mind az újszövetségi) kánon kialakulása az egyházban egy folyamat volt, mely valószínűleg 382-ben zárult le véglegesen a római zsinaton. Ekkor a zsinat I. (Szt.) Damáz pápa vezetésével teljes listát adott ki mind az Ószövetség, mind az Újszövetség kánoni könyveiről. A dokumentum "Decretum Damasi" néven ismert
A katolikus egyház hivatalos megnyilatkozásai között találjuk meg ezt a iratot, amelynek gyűjteményes kiadását a keresztény közismeret ún. "Denzinger"-nek nevez, Heinrich Denzinger (1819-1883) német jezsuita első szerkesztője nyomán.
Az első zsinat, amely elfogadta a jelenlegi katolikus kánont (az 1546-os tridenti kánon), Hippo Regius szinódusa lehetett, amelyet Észak-Afrikában 393-ban tartottak meg. Ezen szinódus határozatát a 397-ben, majd a 419-ben tartott karthágói szinódus is felolvasta és megerősítette. Ezek a gyűlések Hippói Ágoston (354–430) felügyelete és befolyása alatt zajlottak, aki a kánont már lezártnak tekintette.
Az egyháztörténészek alapján így Nyugaton a 4. század végétől egyhangúság uralkodott az újszövetségi kánont illetően, a jelenések könyve kivételével.

### Keleti kereszténység
Alexandriai Atanáz püspök 367-ben kelt húsvéti levelében felsorolta a 27 mai újszövetségi könyvet, mint amelyet kizárólagosan szabad használni az istentiszteleteken és az egyházi életben. Atanáznak e levele a keleti egyházban az újszövetségi kánon kialakulásának és lezárulásának egyik dokumentuma.
A Constitutio Apostolorum, a szír kánon (400 körül), Philastrius (395), Junilius Africanus és a későbbiek apokrif könyveket egyáltalán nem sorolnak fel, kivéve az „apostolok kánonjait“. A Jelenéseket és Zsidókhoz írt levelet pedig a novatiánusok miatt nem említik.
Az 5. századra a keleti kereszténység – a malankár és asszír egyházaktól eltekintve – elfogadta a Jelenések könyvét, így harmóniába került a kánon kérdésében. Utóbbiak, a malankár és asszír egyházak több apostoli levelet sem fogadtak el, ami a kereszténység többségének kánonjában benne van. Az etióp ortodoxok pedig olyan újszövetségi könyveket fogadnak el, amit a többi keresztény egyház nem.

### Későbbiek
Jeromos (kb. 347–kb. 420) azon kevés keresztények egyike volt az ókeresztény évszázadokban, akik megtanultak héberül. A zsidó rabbiktól tanultak arra késztették, hogy éles különbséget tegyen a zsidók által jóváhagyott ószövetségi kánon és a Septuagintában szereplő könyvek között. Mivel a héber szöveget kezdte előnyben részesíteni a Septuagintával szemben, így a zsidó kánont is elsődleges tekintéllyel ruházta fel, és a deuterokanonikus könyveket vagy apokrifokat a legjobb esetben is csak másodlagos pozícióba helyezte.
A deuterokanonikus könyvek helyzete a középkoron keresztül vitatott maradt. Egyes teológusok követték Jeromost, és teljesen kizárták őket a Bibliából; mások Ágostont követték, és elfogadták őket.
Az alább felsorolt, az Újszövetséghez kapcsolódó könyvek egyikét-másikát egyes helyi kánonok elfogadtak, többet közülük néhány egyházatya is támogatott, némely régi újszövetségi kézirat gyűjteményben is megtalálhatók voltak. A folyamatos vizsgálat és rostálás során végül is elvetették a bibliai kánonba való felvételüket. A középkori egyházban még nagyon kedveltek egyeseket ezek közül, különösen a Hermasz pásztorát, azonban semmilyen egyházi zsinat vagy szinódus nem kanonizálta őket.
A legfontosabb ezek közül:
- Barnabás levele (70-130 között)
- Kelemen II. levél (2. század)
- Hermasz pásztora
- Didakhé
- Péter apokalipszise (150 körül)
- Pál és Tekla cselekedetei (2. század)
- Laodiceaiakhoz írt levél (wd)
- Zsidók (héberek) evangéliuma (2. század)
- Polikárp levele a filippibeliekhez (wd) (2. század)
- Antiochiai Ignác hét levele (2. század)

Az ortodox kereszténység számára az újszövetségi könyvek meghatározását a 692-es trullói (Quinisexta) zsinat tette hivatalossá, és ezt az újkori jeruzsálemi szinóduson (1672) megerősítették.

### Luther
Az újkor elején Luther Márton kétségeinek adott hangot négy újszövetségi könyv kanonikusságával kapcsolatban, bár soha nem nevezte őket apokrifeknek. Ezek: 
- a zsidókhoz írt levél,
- Jakab levele,
- Júdás levele levele,
- Jelenések könyve.

Nem tette őket külön részbe (mint az Ószövetségénél), de áthelyezte őket az Újszövetsége végére.

## Kanonizáció táblázatban
| Könyv               | Markión kánonja kb. 130–140 | Muratori-töredék kb. 150–170 | Órigenész kb. 230 | Jeruzsálemi Cirill kb. 350 | Atanáz húsvéti levele 367 | Szír Pesitta 5. század | Gót Biblia 4. század |
| ------------------- | --------------------------- | ---------------------------- | ----------------- | -------------------------- | ------------------------- | ---------------------- | -------------------- |
| Máté                | Nem                         | feltehetőleg                 | Igen              | Igen                       | Igen                      | Igen                   | Igen                 |
| Márk                | Nem                         | feltehetőleg                 | Igen              | Igen                       | Igen                      | Igen                   | Igen                 |
| Lukács              | Markión evangéliuma         | Igen                         | Igen              | Igen                       | Igen                      | Igen                   | Igen                 |
| János               | Nem                         | Igen                         | Igen              | Igen                       | Igen                      | Igen                   | Igen                 |
| Ap Csel             | Nem                         | Igen                         | Igen              | Igen                       | Igen                      | Igen                   | Igen                 |
| Rómaiakhoz          | Igen                        | Igen                         | Igen              | Igen                       | Igen                      | Igen                   | Igen                 |
| 1 Kor               | Igen                        | Igen                         | Igen              | Igen                       | Igen                      | Igen                   | Igen                 |
| 2 Kor               | Igen                        | Igen                         | Igen              | Igen                       | Igen                      | Igen                   | Igen                 |
| Galata              | Igen                        | Igen                         | Igen              | Igen                       | Igen                      | Igen                   | Igen                 |
| Epheszosz           | helyette a Laodiceai levél  | Igen                         | Igen              | Igen                       | Igen                      | Igen                   | Igen                 |
| Filippi             | Igen                        | Igen                         | Igen              | Igen                       | Igen                      | Igen                   | Igen                 |
| Kolosszé            | Igen                        | Igen                         | Igen              | Igen                       | Igen                      | Igen                   | Igen                 |
| 1 Thessz            | Igen                        | Igen                         | Igen              | Igen                       | Igen                      | Igen                   | Igen                 |
| 2 Thessz            | Igen                        | Igen                         | Igen              | Igen                       | Igen                      | Igen                   | Igen                 |
| 1 Tim               | Nem                         | Igen                         | Igen              | Igen                       | Igen                      | Igen                   | Igen                 |
| 2 Tim               | Nem                         | Igen                         | Igen              | Igen                       | Igen                      | Igen                   | Igen                 |
| Titusz              | Nem                         | Igen                         | Igen              | Igen                       | Igen                      | Igen                   | Igen                 |
| Filemon             | Igen                        | Igen                         | Igen              | Igen                       | Igen                      | Igen                   | Igen                 |
| Zsidókhoz           | Nem                         | Nem                          | Igen              | Igen                       | Igen                      | Igen                   |                      |
| Jakab               | Nem                         | Nem                          | Igen              | Igen                       | Igen                      | Igen                   |                      |
| 1 Péter             | Nem                         | Nem                          | Igen              | Igen                       | Igen                      | Igen                   |                      |
| 2 Péter             | Nem                         | Nem                          | Igen              | Igen                       | Igen                      | Nem                    |                      |
| 1 Ján               | Nem                         | feltehetőleg                 | Igen              | Igen                       | Igen                      | Igen                   |                      |
| 2 Ján               | Nem                         | talán                        | talán             | Igen                       | Igen                      | Nem                    |                      |
| 3 Ján               | Nem                         | talán                        | talán             | Igen                       | Igen                      | Nem                    |                      |
| Júdás               | Nem                         | Igen                         | Igen              | Igen                       | Igen                      | Nem                    |                      |
| Jelenések           | Nem                         | Igen                         | talán             | Nem (másodlagos)           | Igen                      | Nem                    |                      |
| Kelemen 1           | Nem                         | Nem                          | Nem               | Nem                        | Nem                       | Nem                    |                      |
| Kelemen 2           | Nem                         | Nem                          | Nem               | Nem                        | Nem                       | Nem                    |                      |
| Hermasz pásztora    | Nem                         | Nem                          | Nem               | Nem                        | Nem                       | Nem                    |                      |
| Barnabás            | Nem                         | Nem                          | Nem               | Nem                        | Nem                       | Nem                    |                      |
| Péter apokalipszise | Nem                         | Igen                         | Nem               | Nem                        | Nem                       | Nem                    |                      |
| Bölcsesség          | Nem                         | Igen                         | Nem               | Nem                        | Nem                       | Nem                    |                      |

| könyv               | Codex Vaticanus kb. 300–325 | Codex Sinaiticus kb. 330–360 | Codex Alexandrinus kb 400–440 | Codex Ephraemi Rescriptus kb 450 | legkorábbi Vetus Latina kódex töredékek kb. 350–550 |
| ------------------- | --------------------------- | ---------------------------- | ----------------------------- | -------------------------------- | --------------------------------------------------- |
| Máté                | Igen                        | Igen                         | Igen                          | Igen                             | Igen                                                |
| Márk                | Igen                        | Igen                         | Igen                          | Igen                             | Igen                                                |
| Lukács              | Igen                        | Igen                         | Igen                          | Igen                             | Igen                                                |
| János               | Igen                        | Igen                         | Igen                          | Igen                             | Igen                                                |
| Ap Csel             | Igen                        | Igen                         | Igen                          | Igen                             | Igen                                                |
| Rómaiakhoz          | Igen                        | Igen                         | Igen                          | Igen                             | Igen                                                |
| 1 Kor               | Igen                        | Igen                         | Igen                          | Igen                             | Igen                                                |
| 2 Kor               | Igen                        | Igen                         | Igen                          | Igen                             | Igen                                                |
| Galata              | Igen                        | Igen                         | Igen                          | Igen                             | Igen                                                |
| Epheszosz           | Igen                        | Igen                         | Igen                          | Igen                             | Igen                                                |
| Filippi             | Igen                        | Igen                         | Igen                          | Igen                             | Igen                                                |
| Kolosszé            | Igen                        | Igen                         | Igen                          | Igen                             | Igen                                                |
| 1 Thessz            | Igen                        | Igen                         | Igen                          | Igen                             | Igen                                                |
| 2 Thessz            | Igen                        | Igen                         | Igen                          | talán                            | Igen                                                |
| 1 Tim               | Nem                         | Igen                         | Igen                          | Igen                             | Igen                                                |
| 2 Tim               | Nem                         | Igen                         | Igen                          | Igen                             | Igen                                                |
| Titusz              | Nem                         | Igen                         | Igen                          | Igen                             | Igen                                                |
| Filemon             | Nem                         | Igen                         | Igen                          | Igen                             | Igen                                                |
| Zsidókhoz           | Igen                        | Igen                         | Igen                          | Igen                             | Igen                                                |
| Jakab               | Igen                        | Igen                         | Igen                          | Igen                             |                                                     |
| 1 Péter             | Igen                        | Igen                         | Igen                          | Igen                             | Igen                                                |
| 2 Péter             | Igen                        | Igen                         | Igen                          | Igen                             | Igen                                                |
| 1 Ján               | Igen                        | Igen                         | Igen                          | Igen                             | Igen                                                |
| 2 Ján               | Igen                        | Igen                         | Igen                          | talán                            | Igen                                                |
| 3 Ján               | Igen                        | Igen                         | Igen                          | Igen                             | Igen                                                |
| Júdás               | Igen                        | Igen                         | Igen                          | Igen                             |                                                     |
| Jelenések           | Nem                         | Igen                         | Igen                          | Igen                             | Igen                                                |
| Kelemen 1           | Nem                         | Nem                          | Igen                          | Nem                              |                                                     |
| Kelemen 2           | Nem                         | Nem                          | Igen                          | Nem                              |                                                     |
| Hermasz pásztora    | Nem                         | Igen                         | Nem                           | Nem                              |                                                     |
| Barnabás            | Nem                         | Igen                         | Nem                           | Nem                              |                                                     |
| Péter apokalipszise | Nem                         | Nem                          | Nem                           | Nem                              |                                                     |
| Bölcsesség          | Nem                         | Nem                          | Nem                           | Nem                              |                                                     |

## A mai egyházaknál
Az Újszövetség könyvei mai egyházaknál:
| Könyv                  | Ortodox kereszténység | Római katolikus | Protestáns egyházak | Örmény ap., szír, kopt egyházak | Etióp ortodox | Malankár és asszír egyházak | A könyv eredeti nyelve |
| ---------------------- | --------------------- | --------------- | ------------------- | ------------------------------- | ------------- | --------------------------- | ---------------------- |
| Kanonikus evangéliumok |                       |                 |                     |                                 |               |                             |                        |
| Máté                   | Igen                  | Igen            | Igen                | Igen                            | Igen          | Igen                        | feltehetőleg görög     |
| Márk                   | Igen                  | Igen            | Igen                | Igen                            | Igen          | Igen                        | görög                  |
| Lukács                 | Igen                  | Igen            | Igen                | Igen                            | Igen          | Igen                        | görög                  |
| János                  | Igen                  | Igen            | Igen                | Igen                            | Igen          | Igen                        | görög                  |
| Apostoli történelem    |                       |                 |                     |                                 |               |                             |                        |
| Ap. Csel.              | Igen                  | Igen            | Igen                | Igen                            | Igen          | Igen                        | görög                  |
| katolikus levelek      |                       |                 |                     |                                 |               |                             |                        |
| Jakab                  | Igen                  | Igen            | Igen                | Igen                            | Igen          | Igen                        | görög                  |
| Péter I.               | Igen                  | Igen            | Igen                | Igen                            | Igen          | Igen                        | görög                  |
| Péter II.              | Igen                  | Igen            | Igen                | Igen                            | Igen          | Nem                         | görög                  |
| János I.               | Igen                  | Igen            | Igen                | Igen                            | Igen          | Igen                        | görög                  |
| János II.              | Igen                  | Igen            | Igen                | Igen                            | Igen          | Nem                         | görög                  |
| János III.             | Igen                  | Igen            | Igen                | Igen                            | Igen          | Nem                         | görög                  |
| Júdás                  | Igen                  | Igen            | Igen                | Igen                            | Igen          | Nem                         | görög                  |
| Pál levelei            |                       |                 |                     |                                 |               |                             |                        |
| Római                  | Igen                  | Igen            | Igen                | Igen                            | Igen          | Igen                        | görög                  |
| I. Kor.                | Igen                  | Igen            | Igen                | Igen                            | Igen          | Igen                        | görög                  |
| II. Kor.               | Igen                  | Igen            | Igen                | Igen                            | Igen          | Igen                        | görög                  |
| Galata                 | Igen                  | Igen            | Igen                | Igen                            | Igen          | Igen                        | görög                  |
| Efezus                 | Igen                  | Igen            | Igen                | Igen                            | Igen          | Igen                        | görög                  |
| Filippi                | Igen                  | Igen            | Igen                | Igen                            | Igen          | Igen                        | görög                  |
| Kolosszé               | Igen                  | Igen            | Igen                | Igen                            | Igen          | Igen                        | görög                  |
| I. Thessz.             | Igen                  | Igen            | Igen                | Igen                            | Igen          | Igen                        | görög                  |
| II. Thessz.            | Igen                  | Igen            | Igen                | Igen                            | Igen          | Igen                        | görög                  |
| I. Tim.                | Igen                  | Igen            | Igen                | Igen                            | Igen          | Igen                        | görög                  |
| II. Tim.               | Igen                  | Igen            | Igen                | Igen                            | Igen          | Igen                        | görög                  |
| Тitus                  | Igen                  | Igen            | Igen                | Igen                            | Igen          | Igen                        | görög                  |
| Filemon                | Igen                  | Igen            | Igen                | Igen                            | Igen          | Igen                        | görög                  |
| Zsidók                 | Igen                  | Igen            | Igen                | Igen                            | Igen          | Igen                        | feltehetőleg görög     |
| Apokalipszis           |                       |                 |                     |                                 |               |                             |                        |
| Jelenések              | Igen                  | Igen            | Igen                | Igen                            | Igen          | Nem                         | görög                  |
| További könyvek        |                       |                 |                     |                                 |               |                             |                        |
| Zsinatok               | Nem                   | Nem             | Nem                 | Nem                             | Igen          | Nem                         | arab                   |
| A Szövetség könyve     | Nem                   | Nem             | Nem                 | Nem                             | Igen          | Nem                         | görög                  |
| Kelemen könyve         | Nem                   | Nem             | Nem                 | Nem                             | Igen          | Nem                         | arab vagy görög        |
| Didascalia             | Nem                   | Nem             | Nem                 | Nem                             | Igen          | Nem                         | görög                  |